# Женру, Тарсу
Тарсу Фернанду Герц Женру (порт. Tarso Fernando Herz Genro; родился 6 марта 1947 года) — бразильский политик, юрист-правовед, эссеист и поэт из южного штата Риу-Гранди-ду-Сул. Соратник Луиса Инасиу Лулы да Силвы, Женру был среди лидеров Партии трудящихся (ПТ) в 2000-х годах. Отец Лусианы Женру.

## Биография

### Ранние годы
Женру родился в семье рабочего класса еврейского происхождения в Сан-Боржа, Риу-Гранди-ду-Сул. Его отец Аделму Симас Женру выбился в писатели, юристы и политики, а после военного переворота был репрессирован, будучи вице-мэром города от Бразильской рабочей (трабальистской) партии. 
Тарсу Женру с юных лет принимал активное участие в политике. В 1968 году в возрасте 21 года был избран членом совета в Санта-Марии от Бразильского демократического движения — легальной оппозиционной партии контролируемой двухпартийной системы времён диктатуры. В этом же городе он окончил юридический факультет университета UFSM.
В 1969 году он женился на Сандре Кребс, а в 1971 году, чтобы избежать ареста политическим сыском DOPS, он отправился в изгнание в приграничный уругвайский город Ривера. Его первая дочь, Лусиана Женру, родилась всего через тринадцать дней после того, как Тарсу отправился в политическую эмиграцию. В течение более чем двух лет в Уругвае Тарсо работал учителем португальского языка и встречался со своей дочерью Лусианой, когда его жена приезжала в гости.
В конце 1973 года, уже оправданный по обвинениям, выдвинутым военной диктатурой, он вернулся в Бразилию и переехал жить к своей семье в Порту-Алегри. Параллельно с политической деятельностью работал юристом в профсоюзах и профессиональных ассоциациях, а литературным критиком в местной газете.
В начале 1980-х годов был представителем воинствующе «антиревизионистской» Коммунистической революционной партии вместе со своим братом Аделму Женру Филью.

### Мэр и губернатор от Партии трудящихся
Уже в качестве члена Партии трудящихся (ПТ), в 1988 году он был избран заместителем мэра Порту-Алегри Оливиу Дутры от «Народного фронта» вокруг ПТ. Он совмещал должность вице-мэра с должностью секретаря правительства. В период с 1989 по 1990 год он недолгое время занимал пост федерального депутата.
В 1990 году он впервые баллотировался на пост губернатора Риу-Гранди-ду-Сул, проиграв Алсеу Колларесу из Демократической рабочей (трабальистской) партии. Он вернулся на должность вице-мэра, на которой оставался до 1 июня 1992 года. 
В том же году он баллотировался на пост мэра столицы вместо Дутры. Он был избран во втором туре с 60 % голосов, победив Сезара Ширмера из PMDB, однако в 1996 году проиграл перевыборы. В 1998 году его рассматривали как потенциального кандидата в президенты от ПТ вместо Лулы, хотя в итоге Лула баллотировался.
В 2001 году его снова избрали в мэры, но он покинул пост 4 апреля 2002 года, чтобы вновь баллотироваться на пост губернатора штата в качестве преемника тогдашнего губернатора Дутры. В упорной борьбе во втором туре Женру получил 47,7 % действительных голосов против 52,3 % у Жерману Риготту из PMDB.

### Министр при президенте Луле
После своего поражения он был приглашён избранным президентом Луисом Инасиу Лулой да Силвой возглавить Совет по экономическому и социальному развитию — до начала 2004 года, когда Лула провел свою первую министерскую реформу. Затем Тарсу получил портфель министра образования, заменив Криштована Буарки.
За год пребывания во главе министерства главными достижениями Женру стали создание программы по созданию учебных мест для бедных студентов в частных университетах Prouni и представление в Конгресс законопроектов о создании Фонда поддержки и развития базового образования (Fundeb) и Национального минимума заработной платы учителей. За время его пребывания в Министерстве образования было создано несколько новых федеральных университетов, включая Федеральный университет Пампы (Unipampa). Женру также начал расширение федеральных технических школ, которое будет завершено его преемником Фернанду Аддадом.
В результате скандала Mensalão Женру отбыл оставшуюся часть срока Жозе Женойну на посту президента (председателя) партии в 2005 году. В том же году на этот пост был избран Рикарду Берзоини.
После службы в качестве временного председателя ПТ Женру был политическим советником президента Бразилии Луиса Инасиу Лулы да Силвы во время президентской кампании 2006 года. 16 марта 2007 года он стал новым министром юстиции в кабинете Лулы.
Женру стремился защищать сторонников левых взглядов, и когда в марте 2007 года в Рио-де-Жанейро бразильская и французская полиция арестовали итальянского ультралевого террориста Чезаре Баттисти, Женру предоставил ему статус политического беженца. Это спорное решение, вызвавшее разногласия в итальянской, бразильской и международной прессе, в ноябре 2009 года было аннулировано Верховным судом Бразилии.
В 2010 году Женру упоминался как возможный преемник Лулы, хотя эта роль в итоге досталась Дилме Русеф, выдвинутой ПТ в президенты. 10 февраля 2010 года он покинул Министерство юстиции, чтобы баллотироваться на пост губернатора Риу-Гранди-ду-Сул, и был избран 3 октября в первом туре, набрав более 54 % действительных голосов. Он был кандидатом на переизбрание в 2014 году, но в итоге потерпел поражение от кандидата от PMDB Жозе Иву Сартори.

### Правовед и автор книг
Тарсу Женро является автором нескольких книг в области права, политики и литературы. Его работы переводились и публиковались во Франции, Испании, Турции, США, Уругвае, Мексике, Перу, Португалии и Италии. Он является автором по крайней мере 17 книг, включая «Введение в критику трудового права» (1979), «Вклад в критику коллективного трудового права» (1981), «Индивидуальное трудовое право» (1985), «Критическое введение в право» (1988), «Кризис демократии — право, прямая демократия и неолиберализм в мировом порядке» (2002), «Левые в процессе» (2004) и «Реальный мир — социализм в постлиберальную эпоху» (2008).

## Личная жизнь
Его дочь, Лусиана Женру — тоже левый политик, но рано разошлась с отцом в политических взглядах, критиковала его и остальное руководство ПТ за компромиссы с неолиберализмом и была исключена из партии. Приняла участие в создании левоопозиционной Партии социализма и свободы (PSOL) и была кандидатом от неё на пост президента страны в 2014 году. Его внук Фернанду Марсел Женру Робайна — бывший бразильский футболист.